# Krakowskie oblicza kultury
Krakowskie oblicza kultury – 3-częściowy cykl dokumentalny o charakterze oświatowym. Powstawał w latach 1994-2000. Zrealizował go Andrzej Czulda.

## Złota jesień krakowskiego średniowiecza(2000)
- tematyka: średniowieczny Kraków, sztuka gotycka, zabytki architektoniczne Krakowa
- reżyseria i scenariusz: Andrzej Czulda
- narracja: prof. Tadeusz Chrzanowski
- zdjęcia: Jacek Siwecki
- scenografia: Bartłomiej Bartłomiejczyk, Marta Siedlecka-Sidor
- opracowanie muzyczne: Bogumiła Kłopotowska
- nagroda: Puchar Prezydenta Miasta Krakowa dla Andrzeja Czuldy na Przeglądzie Filmu Naukowego w Krakowie

## Krakowskie oblicza renesansu i manieryzmu(2000)
- tematyka: renesansowy Kraków, barokowy Kraków, przebudowa zamku wawelskiego
- reżyseria i scenariusz: Andrzej Czulda
- narracja: prof. Tadeusz Chrzanowski
- zdjęcia: Jacek Siwecki
- scenografia: Bartłomiej Bartłomiejczyk, Marta Siedlecka-Sidor
- opracowanie muzyczne: Bogumiła Kłopotowska

## Barok krakowski(1994)
- tematyka: barokowy Kraków i jego okolice
- reżyseria i scenariusz: Andrzej Czulda
- narracja: prof. Tadeusz Chrzanowski
- zdjęcia: Jacek Siwecki
- scenografia: Bartłomiej Bartłomiejczyk
- muzyka: Zygmunt Kaczmarski
- nagroda: Nagroda Rektora Akademii Sztuk Pięknych dla Andrzeja Czuldy na Przeglądzie Filmu Naukowego w Krakowie